# Đoàn Thị Điểm
Dans ce nom, le nom de famille, Điểm, précède le nom personnel.
Đoàn Thị Điểm (段氏點, 1705 - 1748), de son prénom social Thụy Châu (瑞珠) et de pseudonyme Mai Khuê (梅閨) ou Hồng Hà nữ sử (红霞女史, "Dame des nuages roses"), était une poétesse classique vietnamienne.

## Biographie
Đoàn Thị Điểm est né en 1705 à Giai Phạm dans le district de Văn Giang situé dans la Province de Bắc Giang (à présent le district Yên Mỹ, dans la province Hưng Yên).
Elle est connue pour la biographie de la déesse Liễu Hạnh et sa version du poème de Đặng Trần Côn nommé Complainte de la femme du soldat ou autrement Chinh phụ ngâm à l'origine écrit en Han mais traduit par Đoàn Thị Điểm vers le vernaculaire Chữ Nôm. Ces "Lamentations" sont un exemple de Lục bát. Elle est aussi considéré de manière posthume comme l'autrice de Nữ Trung Tùng Phận (traduit par  Devoirs des femmes), un poème moral Caodaïste qui vise les femmes en 1933.

## Famille
- Đoàn Doãn Nghi (1678 - 1729) : Père
- Đoàn Doãn Luân (1700 - 1735) : Frère aîné
- Nguyễn Kiều (1695 - 1752) : Mari entre 1742 et 1748 à la mort de la poétesse.